# Brian Hansen
Brian Hansen, född den 3 september 1990 i Evanston, Illinois, är en amerikansk skridskoåkare.
Han tog OS-silver i herrarnas lagtempo i samband med de olympiska skridskotävlingarna 2010 i Vancouver.